# Giesbert Cornelis Fontein Verschuir
Giesbert Cornelis Fontein Verschuir, heer van ter Coulster (Alkmaar, 29 maart 1815 − Heiloo, 8 oktober 1875) was een Nederlands jurist en burgemeester.

## Biografie
Verschuir was een telg uit het geslacht Verschuir en een zoon van politicus jhr. mr. Gijsbert Fontein Verschuir, heer van ter Coulster en Heiloo en Oesdom (1764-1838) en Cornelia Frederica de Dieu (1779-1851). Hij promoveerde in 1838 te Utrecht in de rechten op Dissertatio juridica inauguralis sistens animadversiones ad Art. 386 Cod. Nap. comparatum cum constitutionibus de eadem materia in novo codice Belgico. Daarna werd hij advocaat in zijn geboorteplaats. In 1841 werd hij benoemd tot burgemeester en secretaris van Heiloo, hetgeen hij tot 1854 zou blijven. Hij was toen tevens rechter-plaatsvervanger in Alkmaar. Van 1852 tot 1854 was hij burgemeester van Limmen. Van 1855 tot 1861 was hij rechter van de arrondissementsrechtbank te Alkmaar.
Verschuir trouwde in 1859 met Margaretha Dorothea François (1818-1905) met wie hij een dochter kreeg: jkvr. Cornelia Frederica Fontein Verschuir, vrouwe van ter Coulster (1859-1944), schrijfster van in 2008 gepubliceerde dagboeken. Jhr. mr. G.C. Fontein Verschuir overleed in 1875 op 60-jarige leeftijd.